# Фуэнтес, Габриэль
Габриэ́ль Рафаэ́ль Фуэ́нтес Го́мес (исп. Gabriel Rafael Fuentes Gómez; род. 9 февраля 1997[…], Санта-Марта) — колумбийский футболист, защитник клуба «Флуминенсе».

## Клубная карьера
Фуэнтес — воспитанник клуба «Барранкилья». 17 августа 2014 года в «Кукута Депортиво» он дебютировал в колумбийской Примере B. 18 октября 2017 года в поединке против «Орсомарсо» Габриэль забил свой первый гол за Барранкилью. В 2018 году Фуэнтес перешёл в «Атлетико Хуниор». 26 апреля в матче против «Атлетико Насьональ» он дебютировал в Кубке Мустанга. 13 августа в поединке против «Атлетико Уила» Габриэль забил свой первый гол за «Атлетико Хуниор». В своём дебютном сезоне он стал чемпионом Колумбии. В 2022 году Фуэнтес на правах аренды перешёл в испанскую «Сарагосу». В матче против «Понферрадины» он дебютировал в Сегунде. По окончании аренды Габриэль вернулся в «Атлетико Хуниор». 4 апреля 2024 года в матче Кубка Либертадорес против бразильского «Ботафого» игрок забил гол.

## Карьера в сборной
В 2017 года Фуэнтес в составе молодёжной сборной Колумбии принял участие в молодёжного чемпионата Южной Америки в Эквадоре. На турнире он сыграл в матчах против команд Эквадора и дважды Бразилии.

## Достижения
«Атлетико Хуниор»
- Победитель Кубка Мустанга (3) — Финалисасьон 2018, Апертура 2019, Финалисасьон 2023